# Hockey Club Forte dei Marmi 2023-2024
Questa voce raccoglie le informazioni riguardanti l'Hockey Club Forte dei Marmi nelle competizioni ufficiali della stagione 2023-2024.

## Maglie e sponsor
Lo sponsor ufficiale per la stagione 2023-2024 è Centro Porsche Firenze.
| 1ª divisa | 2ª divisa |

## Organigramma societario
Dati aggiornati alla stagione 2023-2024, tratti dal sito internet ufficiale della Federazione Italiana Sport Rotellistici .
- Presidente: Piero Tosi
- Vicepresidente: Valter Luisi
- Consiglieri:
- Direttore sportivo: Mirco De Gerone
- Segretaria: Stefania Saulig
- Addetto stampa: Michele Scuto

## Organico

### Giocatori
| N° | Naz.              | Ruolo | Sportivo           |  |  |  |
| -- | ----------------- | ----- | ------------------ |  |  |  |
| 5  | Italia (bandiera) | A     | Federico Ambrosio  |  |  |  |
| 9  | Spagna (bandiera) | A     | Pedro Gil Gómez    |  |  |  |
| 22 | Italia (bandiera) | P     | Riccardo Gnata     |  |  |  |
| 26 | Italia (bandiera) | A     | Elia Cinquini      |  |  |  |
| 35 | Italia (bandiera) | P     | Mattia Taiti       |  |  |  |
| 44 | Italia (bandiera) | P     | Raffaello Ciupi    |  |  |  |
| 55 | Spagna (bandiera) | A     | Joan Galbas Pedrol |  |  |  |
| 57 | Italia (bandiera) | A     | Francesco Rossi    |  |  |  |
| 77 | Italia (bandiera) | D     | Francesco Compagno |  |  |  |
| 87 | Italia (bandiera) | D     | Francisco Ipiñazar |  |  |  |
| 99 | Spagna (bandiera) | A     | Enric Torner       |  |  |  |

### Staff tecnico
- Allenatore:  Alessandro Bertolucci

## Mercato
| Acquisti | Acquisti           | Acquisti      | Acquisti |
| R.       | Nome               | da            |          |
| -------- | ------------------ | ------------- | -------- |
| D        | Francesco Compagno | Reus Deportiu |          |
| A        | Joan Galbas Pedrol | Trissino      |          |
| D        | Francisco Ipiñazar | Trissino      |          |

| Cessioni | Cessioni         | Cessioni   | Cessioni |
| R.       | Nome             | a          |          |
| -------- | ---------------- | ---------- | -------- |
| A        | Andrea Borgo     | Montebello |          |
| D        | Domenico Illuzzi | Sarzana    |          |
| A        | Luca Lombardi    | Montebello |          |
| A        | Elia Petrocchi   | HRC Monza  |          |